# Alessandro Moreschi

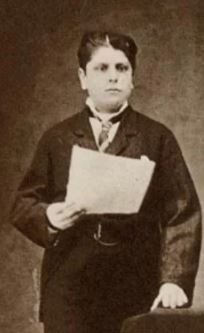
Alessandro Moreschi, c. 1880.

Alessandro Moreschi (Monte Compatri, 11 november 1858 – Rome, 21 april 1922) was een Italiaans castraat. Hij zong in het koor van de Sixtijnse Kapel in Rome. Hij is beroemd gebleven als de laatste nog optredende castraat en is de enige castraat van wie geluidsopnamen bestaan. Zijn bijnaam was "de engel van Rome".
- Bibsys: 2011044
- Biblioteca Nacional de España: XX1757975
- Bibliothèque nationale de France: cb13897707v (data)
- CiNii: DA09718652
- Gemeinsame Normdatei: 128717440
- International Standard Name Identifier: 0000 0000 8136 085X
- Library of Congress Control Number: nr92008424
- MusicBrainz: bc94170f-f981-4b48-a1ed-003145ef8249
- Nationale Bibliotheek van Israël: 987007441586905171
- Nederlandse Thesaurus van Auteursnamen: 383483743
- Réseau des bibliothèques de Suisse occidentale: 02-A012416893
- Istituto Centrale per il Catalogo Unico: TO0V626296
- Système universitaire de documentation: 127037705
- Virtual International Authority File: 56797102
- WorldCat: E39PBJfCBKgDkMJgXd6T3y7rbd